# Lauzon (division sénatoriale canadienne)
Ne doit pas être confondu avec Lauzon (conseil législatif).
Pour les articles homonymes, voir Lauzon.
Division du Sénat du Canada
Lauzon est une division sénatoriale du Canada.

## Description
Son territoire correspond approximativement à celui de la Beauce.

## Liste des sénateurs
| Mandat | Mandat                                                          | Sénateur                           | Parti                     | Nommé par           |
| ------ | --------------------------------------------------------------- | ---------------------------------- | ------------------------- | ------------------- |
|        | 23 octobre 1867 - 12 mai 1871                                   | Elzéar-Henri Juchereau Duchesnay   | Conservateur              | Proclamation royale |
|        | 13 décembre 1871 - 11 avril 1876                                | Alexandre-René Chaussegros de Léry | Conservateur              | Macdonald           |
|        | 20 septembre 1876 - 18 juillet 1884                             | Christian Henry Pozer              | Nationaliste              | Mackenzie           |
|        | 3 octobre 1884 - 13 août 1924                                   | Joseph Bolduc                      | Conservateur nationaliste | Macdonald           |
|        | 5 septembre 1925 - 22 avril 1935                                | Henri Sévérin Béland               | Libéral                   | King                |
|        | 14 août 1935 - 8 mai 1951                                       | Eugène Paquet                      | Conservateur              | Bennett             |
|        | 12 juin 1953 - 2 septembre 1965                                 | Léonard-David Sweezey Tremblay     | Libéral                   | St-Laurent          |
|        | 24 février 1966 - 10 janvier 1986                               | Jean-Paul Deschatelets             | Libéral                   | Pearson             |
|        | 2 mai 1986 - 1er septembre 2000                                 | Michel Cogger                      | Progressiste-conservateur | Mulroney            |
|        | 8 mars 2001 - 28 novembre 2004                                  | Yves Morin                         | Libéral                   | Chrétien            |
|        | 2 août 2005 - 9 février 2023                                    | Dennis Dawson                      | Libéral (2005-2019)       | Martin              |
|        | 2 août 2005 - 9 février 2023                                    | Dennis Dawson                      | GPS (2019- )              | Martin              |
|        | 25 septembre 2024 - 11 août 2045 (date de retraite obligatoire) | Suze Youance                       | Non affiliée              | Trudeau             |